# Vipera cu corn bănățeană
Vipera cu corn bănățeană (Vipera ammodytes ammodytes)  numită și viperă cu corn, năpârcă cu cioc, năpârcă cu corn, năpârcă cu nas întors, viperă cu nas este o  subspecie de șerpi veninoși din familia viperide (Viperidae) răspândită în sud-estul Europei, inclusiv în România.

## Descrierea
Este o viperă mare (cea mai mare din viperele europene); masculii ajung până la 90 cm lungime, femelele sunt mai mici. Se caracterizează printr-un bot ascuțit, prevăzut cu un corn nazal moale, acoperit cu trei (rar 2-4) rânduri de solzi. Au un cap lat, triunghiular, bine separat de gât. Capul este acoperit cu solzi mici.

## Coloritul
Masculii au coloritul de fond cenușiu sau gălbui până la galben-albicios, iar femelele au nuanțe spre brun sau arămiu. 
Pe spate au o dunga în zigzag, adesea ondulată,  formată dintr-o succesiune de romburi.
La mascul această  dungă în zigzag este de culoare brună sau neagră și puternic contrastantă, iar la femelă, cafenie sau brună și mai puțin distinctă. 
Pe laturile corpului se află pete mari închise de culoarea dungii în zigzag.
Abdomenul este galben-brun sau brun-murdar deschis cu puncte închise, brune-cenușii sau negricioase.
Vârful cozii este de culoare portocalie până la roșu-cărămiziu, rar galben.
Pe cap au o pată în formă de liră, nedistinctă la indivizii bătrâni. Masculii au pe cap și o pată îngustă brună-neagră ce se întinde între ochi și colțurile gurii. Pe mandibulă are două pete mari, negre, pe un fond alburiu.

## Răspândirea și habitatul
Este răspândită în Tirolul de sud, Veneția, Carintia, Istria, fosta Iugoslavie, România, nord-vestul Bulgariei.
În România, este întâlnită în sud-vestul țării, pe un areal discontinuu, de la Munții Banatului până la Cozia, în Carpații Olteniei și sud-vestul Transilvaniei, până la nord de Mureș, Săcărâmb, Zlatna. În România este un element montan, în regiunea de deal se întâlnește în mod excepțional (Deva). Trăiește pe coastele stâncoase cu vegetație de acoperire din clisura Cazanelor și pe văile afluenților Dunării și Cernei, pe Valea Nevei. A fost semnalată și pe dealul cetății Deva,  în Munții Retezat până la altitudinea de 2184 m , precum și pe dealurile din jurul municipiului Reșița si valea Domanului. 
Trăiește pe pantele stâncoase cu arbuști, adesea aproape de malul apelor (de ex. Valea Cernei) și în pădurile de foioase (de la poalele munților Domogled). 

## Comportamentul
Îi place să stea la soare pe stânci. Se cațără cu ușurință pe ramuri arbuștilor pentru a se încălzi la soare. Pe teren deschis se mișcă greoi. Se adăpostește mai ales sub pietre sau în crăpăturile stâncilor. 
Este relativ sensibilă la frig și intră toamna devreme în adăpost pentru hibernare, iar primăvara iese ultima din hibernare.

## Hrana
Hrana constă din vertebrate mici: șoareci, cârtițe, ocazional păsări și șopârle (șopârla de ziduri etc). Puii se hrănesc la început cu broaște și șopârle. Homeotermele (mamiferele și păsările) sunt mai întâi omorâte prin mușcare și înveninare și apoi înghițite cu capul înainte; poichilotermele (șopârlele și broaștele) sunt adesea înghițite de vii.

## Reproducerea
Împerecherea are loc în aprilie-mai. În perioada de reproducere, masculii pot avea flancurile colorate în roz-roșietic intens. Puii în număr de 4-18 sunt născuți în august-octombrie și au la eclozare circa 20 cm.